# On Her Majesty's Secret Service (livro)
On Her Majesty's Secret Service é um romance de espionagem escrito pelo autor britânico Ian Fleming e o décimo primeiro livro da série James Bond. A história acompanha o agente secreto britânico James Bond enquanto procura pelo supervilão Ernst Stavro Blofeld, encontrando-o nos Alpes da Suíça. Durante sua missão, Bond também conhece e se apaixona pela condessa Tracy di Vicenzo. Este romance é o segundo título da chamada "Trilogia Blofeld", que começou em Thunderball e conclui em You Only Live Twice. O livro foi publicado pela primeira vez no Reino Unido em 1º de abril de 1963 pela editora Jonathan Cape.
Fleming tinha experimentado com um formato diferente em The Spy Who Loved Me, seu livro anterior, mas acabou decidindo que sua obra seguinte seria escrita no seu estilo tradicional. O autor escreveu o livro durante os primeiros meses de 1962 em sua propriedade Goldeneye na Jamaica. Fleming usou experiências passadas e detalhes de pessoas que conhecia para poder criar muitos aspectos de On Her Majesty's Secret Service. A história lida com perturbação dos mercados e da economia envolvendo a interrupção no fornecimento de alimentos, com os temas de comida e bebidas sendo referenciados por todo o romance.
On Her Majesty's Secret Service foi um imediato sucesso comercial. As avaliações da crítica especializada britânica e estadunidense foram positivas, elogiando o retorno para um estilo mais tradicional de história de Bond. Foi adaptado em partes na revista Playboy, serializado no jornal Daily Express em 1963 e também adaptado como uma tira em quadrinhos no Daily Express entre 1964 e 1965. Foi adaptado para o cinema em 1969 como o sexto filme da série cinematográfica de James Bond, o único estrelado por George Lazenby. Foi adaptado também em 2014 como um rádio-drama da BBC Radio 4 com Toby Stephens como Bond.

## Enredo
O agente secreto britânico James Bond está há mais de um ano envolvido na Operação Bedlam: a busca pela organização terrorista SPECTRE e seu líder, Ernst Stavro Blofeld, depois deles terem roubado duas bombas nucleares e tentado chantagear o Ocidente. Bond está convencido de que a SPECTRE não existe mais, ficando frustrado pela insistência do Serviço Secreto de Inteligência de que a busca continue e por seu fracasso pessoal em encontrar Blofeld. Ele elabora mentalmente uma carta de demissão.

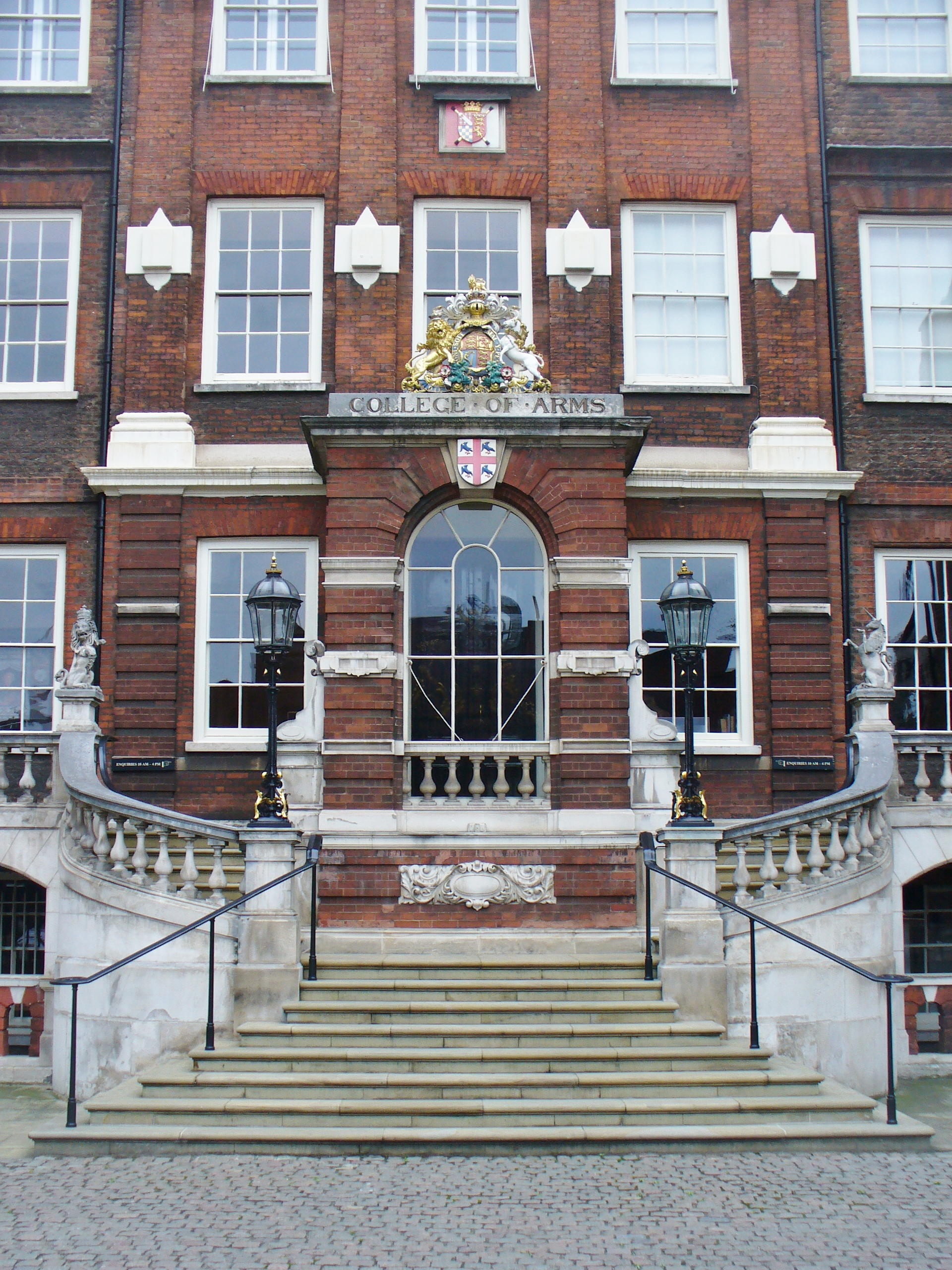
O Colégio de Armas

Bond, enquanto dirige pelo norte da França, encontra uma mulher chamada condessa Teresa "Tracy" di Vicenzo. Ele a reencontra em um cassino e paga suas dívidas de jogo. Bond a segue no dia seguinte e impede que ela cometa suicídio, mas ambos acabam capturados por capangas profissionais. São levados para o escritório de Marc-Ange Draco, o chefe do maior sindicato criminal da Europa. Tracy é a filha única de Draco, que acredita que o único modo de impedir outras tentativas de suicídios é para que ela se case com Bond. Draco oferece a Bond um dote de um milhão de libras esterlinas. Bond recusa, mas concorda em continuar em contato com Tracy depois dela passar por assistência médica.
Draco, à pedido de Bond, usa seus contatos para estabelecer que Blofeld está em algum lugar na Suíça. Bond volta para o Reino Unido para seguir outra pista: o Colégio de Armas descobriu que Blofeld assumiu a identidade do conde Balthazar de Bleuville e pediu uma confirmação formal do Colégio do seu título. Bond, sob o pretexto de que uma pequena abnormalidade física hereditária (ausência dos lóbulos das orelhas) precisa de confirmação pessoal, se faz passar por sir Hilary Bray, um representante do Colégio, para visitar o covil de Blofeld nos Alpes suíços. Ele finalmente conhece Blofeld, que passou por cirurgias plásticas para remover seus lóbulos e se esconder da polícia e serviços de segurança.
Bond descobre que Blofeld e sua ajudante Irma Bunt estão fazendo uma lavagem cerebral em um grupo de jovens mulheres britânicas e irlandesas para que realizem atques biológicos contra o Reino Unido e a Irlanda a fim destruir suas economias agrícolas. Bond foge perseguido por agentes da SPECTRE e Blofeld inicia uma avalanche que quase o pega. Bond acaba encontrando Tracy, que está em uma cidade na base da montanha porque seu pai lhe contou que Bond talvez estivesse na vizinhança. Bond está muito fraco para agir sozinho e Tracy o ajuda a fugir para um aeroporto. Ele fica encantado pela engenhosidade e obstinação dela, pedindo-a em casamento, que ela aceita. Bond volta para o Reino Unido e elabora um plano para capturar Blofeld.
Bond, com a ajuda do sindicato de Draco, ataca o covil de Blofeld. A instalação é destruída, mas Blofeld consegue escapar em um bobsleigh. Bond viaja para a Alemanha Ocidental e se casa com Tracy. Os dois partem para sua lua de mel de carro, mas são atacados por Blofeld e Bunt apenas algumas horas depois. Tracy é morta com um tiro.

## Antecedentes e escrita

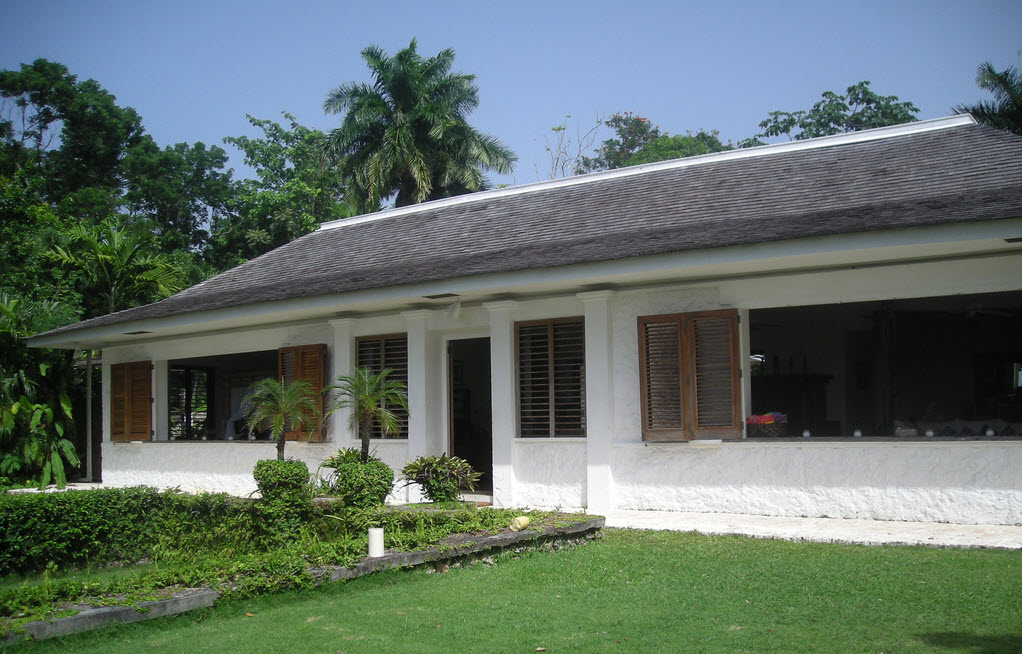
Goldeneye, onde Fleming escreveu todos os romances de James Bond

O autor britânico Ian Fleming já tinha em janeiro de 1962 publicado nove livros protagonizados por sua criação James Bond anualmente desde 1953, oito romances e uma coleção de contos. Um décimo livro, The Spy Who Loved Me, estava sendo editado e preparado para publicação, que aconteceu no final de março de 1962. Fleming viajou para sua propriedade Goldeneye na Jamaica em janeiro de 1962 para escrever aquilo que se tornaria On Her Majesty's Secret Service. Ele seguiu sua prática de escrita usual, que ele posteriormente detalhou em um artigo para a revista Books and Bookmen: "Eu escrevo por cerca de três horas pela manhã ... e faço outra hora de trabalho entre seis e sete da noite. Nunca corrijo nada ou volto atrás para ver o que escrevi ... Pela minha fórmula, você escreve duas 2 000 palavras por dia". Segundo o biógrafo John Pearson, o autor "teve tanto trabalho quanto sempre com o enredo".
Fleming tinha experimentado com um formato diferente em The Spy Who Loved Me, escrevendo a história como uma narrativa em primeira pessoa de uma mulher canadense quem Bond resgata de dois capangas. O autor decidiu retornar para sua fórmula tradicional em On Her Majesty's Secret Service. Ele realizou algumas pesquisas antes de deixar o Reino Unido para ir a Jamaica e entrou em contato com a Agência de Pesquisa de Escritores e Oradores para perguntar sobre "que partes do Reino Unido seriam os melhores alvos para quais bactérias, etc.", bem como encontrar alguém que poderia falar corso e dar informações sobre a Unione Corse. O romance foi escrito entre janeiro e fevereiro de 1962, ao mesmo tempo que Dr. No, o primeiro filme de Bond, estava sendo filmado ali perto. Fleming chegou a visitar as filmagens várias vezes e conheceu o elenco, chegando a convidá-los para jantar em Goldeneye junto com o dramaturgo Noël Coward, seu amigo e vizinho. Fleming ficou atraído pela atriz Ursula Andress e incluiu uma menção a ela no livro.
O primeiro rascunho tinha 196 páginas e era chamado de The Belles of Hell. Fleming posteriormente alterou o título depois de ser informado sobre a existência de um romance de navegação do século XIX chamado On Her Majesty's Secret Service, visto por seu amigo Nicholas Henderson no Portobello Road Market. Fleming achou que era o melhor rascunho que tinha escrito em sua carreira até então. Outras seções foram adicionadas depois dele ter voltado para o Reino Unido e realizado mais pesquisas sobre heráldica e guerra biológica. Robin de La Lanne-Mirrlees do Colégio de Armas em Londres o ajudou informações e também desenhou o brasão de armas de Bond.
On Her Majesty's Secret Service é o segundo livro da "Trilogia Blofeld", ficando entre Thunderball, em que a SPECTRE é apresentada, e You Only Live Twice, em que Bond mata Blofeld. Blofeld apareceu em Thunderball, mas direcionou as operações à distância e nunca se encontrou com Bond. O primeiro encontro entre os dois personagens ocorre em On Her Majesty's Secret Service. Fleming deu poucas informações sobre datas dentro de suas obras, mas dois escritores identificaram linhas do tempo diferentes a partir de eventos e situações relatados dentro da série como um todo: John Griswold e Henry Chancellor, ambos os quais escreveram livros analisando as obras à pedido da Ian Fleming Publications. Chancellor colocou os eventos em 1961, já Griswold foi mais preciso e disse que a história ocorre entre setembro de 1961 e 1º de janeiro de 1962.
Segundo o escritor John Atkins, Fleming frequentemente era um autor formulaico, mas a morte de Tracy ao final da história mostrou que ele estava preparado para quebrar uma fórmula popular ao evitar um final feliz. O acadêmico Jerry Palmer achou que Fleming estava adotando uma convenção diferente para suspenses: o herói deve permanecer sozinho. Palmer afirmou que convenções determinavam que Tracy precisava morrer, comentando que "James Bond casado é uma contradição em termos".

## Desenvolvimento

### Inspirações

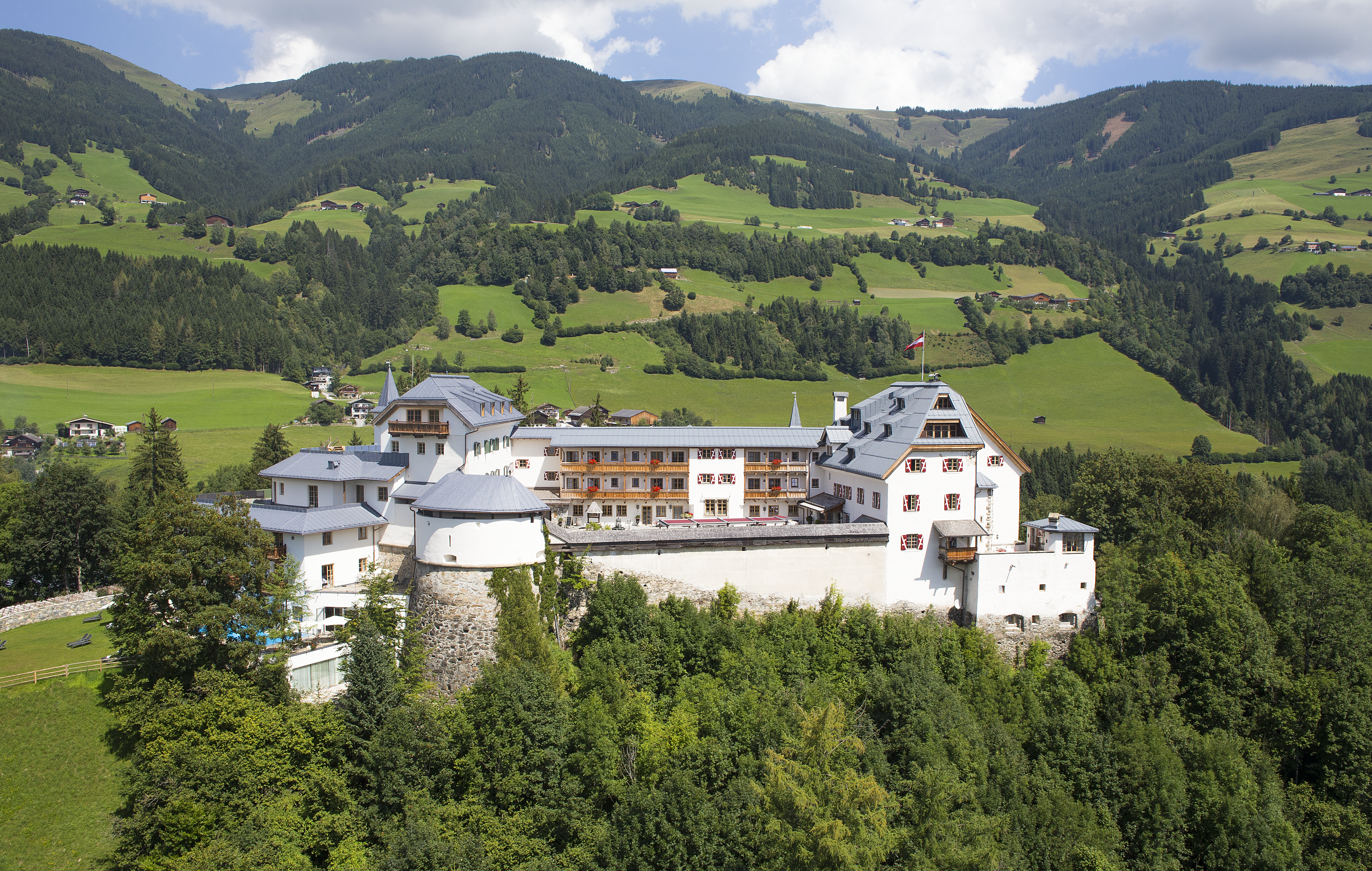
O Castelo Mittersill nos Alpes austríacos, a inspiração do Piz Gloria

Fleming, assim como fez em todos os livros de Bond, usou no romance eventos e nomes de coisas em sua vida. Ele costumava visitar Kitzbühel na Áustria frequentemente na década de 1930 para esquiar, chegando uma vez a descer deliberadamente por uma encosta que tinha sido fechada por risco de avalanche. A neve cedeu atrás dele e uma avalanche começou, pegando-o no fim. O autor usou esse incidente como modelo para a fuga de Bond de Piz Gloria, o covil de Blofeld. Fleming ocasionalmente se hospedava no clube esportivo do Castelo Mittersill nos Alpes austríacos; os nazistas fecharam o clube em 1940 e o transformaram em um instituto de pesquisa para a chamada "ciência racial". Este centro de pesquisa pseudocientífica inspirou o centro de Blofeld em Piz Gloria.
A conexão de M com o almirante John Henry Godfrey, a inspiração do personagem, ficou ainda mais aparente quando Bond visita a casa de M. Bond toca no local o sino do HMS Repulse, o último navio comandado por M; Godfrey comandou a mesma embarcação. O almirante foi o superior de Fleming na Divisão de Inteligência Naval na Segunda Guerra Mundial, sendo conhecido por seu temperamento belicoso e irascível. Fleming também usou o nome de Donald McLachlan, um ex-colega da mesma divisão.
O nome Hilary Bray era de um antigo colega do Colégio Eton com quem Fleming trabalhou na corretora de valores Rowe & Pitman. O título de "Sable Basilisk" foi inspirado no de "Rouge Dragon" do Colégio de Armas. Lanne-Mirrlees era o Rouge Dragon na época e pediu para que Fleming não usasse o título verdadeiro no livro. O autor usou um jogo de palavras para criar o novo título, usando o endereço de Lanne-Mirrlees, um apartamento na Rua Basil, e combinando-o com uma criatura parecida com um dragão, um basilisco. Os ancestrais de Lanne-Mirrlees geralmente não tinham os lóbulos das orelhas e Fleming usou esse atributo físico para Blofeld. Lanne-Mirrlees, durante sua pesquisa, descobriu que a linhagem dos Bonds de Peckham tinham o leme familiar de "O Mundo Não é o Bastante", com Fleming se apropriando dele para a família do seu Bond.
Fleming também usou referências históricas para os nomes de alguns personagens. Por exemplo, o nome de Marc-Ange Draco foi baseado em El Draco, o apelido espanhol dado para sir Francis Drake. O pano de fundo de Tracy di Vicenzo foi inspirado em Muriel Wright, uma amante do autor da época da guerra que morreu durante um ataque aéreo. A dor de Bond pela perda de Tracy reflete da dor de Fleming pela morte de Wright. O autor cometeu alguns erros, como Bond pedindo por meia garrafa de champanhe Pol Roger; Patrick Leigh Fermor, um amigo de Fleming, destacou que Pol Roger era o único champanhe da época que não era vendido em meias garrafas.

### Personagens
Segundo o autor Raymond Benson, que depois escreveu vários romances de Bond, On Her Majesty's Secret Service contém o que chama de "grande revelações" sobre a personalidade e hábitos de Bond. Estas começam com o personagem mostrando um lado emotivo, visitando o túmulo de sua antiga amante Vesper Lynd; é revelado que ele tem feito isso anualmente desde a morte dela. Esse lado emotivo é mostrado novamente quando Bond pede Tracy em casamento. O autor Val McDermid considerou que Bond é um personagem mais redondo emocionalmente, tanto profissional quanto pessoalmente, do que em livros anteriores. No início da história está desiludido com seu trabalho e progride até um ponto em que "suas reações são complexas, muito mais tridimensionais do que nos filmes". O crítico Raymond Mortimer descreveu o personagem como tendo "valores [que] são tanto anti-humanistas e anticristãos". Bond é o id ganancioso e predador ao superego "estraga prazer e mal-humorado" de M. Mortimer também comentou que "James Bond é o que todo homem gostaria de ser e tudo que qualquer mulher gostaria em seus lençóis". O autor e crítico Kingsley Amis, que depois escreveu um romance de Bond, enxergou o personagem como um herói byroniano, "solitário, melancólico, de excelente físico natural que foi de alguma forma devastado, de semblante igualmente belo mas devastado, de expressão sombria e taciturna, de uma aparência fria ou cínica, acima de tudo enigmático, de posse de um segredo sinistro".
Amis destacou que o personagem de Bond muda pelo decorrer dos romances, ruindo física e emocionalmente durante a série; ele comentou que o maior declínio de Bond ocorre em On Her Majesty's Secret Service por causa da morte de Tracy, levando-o a uma neurose no começo do livro seguinte, You Only Live Twice. Os historiadores culturais Tony Bennett e Janet Woollacott acharam o mesmo, destacando que a escuridão em Bond fica maior com o assassinato de sua esposa. O personagem bebe muito mais neste livro do que nos anteriores, refletindo o consumo de álcool de Fleming na década de 1960. Bond, no começo da história, no decorrer de uma tarde de trabalho, bebe quatro vodkas e tônicos duplos mais um pouco de seconal, um barbitúrico; em outros momentos estava desejando poder beber, com sua urina mostrando excesso de ácido úrico por causa de muito álcool na sua corrente sanguínea. Um estudo realizado por médicos estimou que o consumo semanal de álcool de Bond era de 65 a 92 unidades padrão, colocando-o em um nível "quatro vezes acima do consumo máximo de álcool recomendado para um homem adulto" a partir das recomendações médicas do Reino Unido.
Benson considerou que Tracy não é uma personagem tão bem definida quanto outras mulheres do cânone de Bond, mas destaca que é possível que Bond tenha se apaixonado por sua qualidade enigmática. Benson também comentou que Fleming deu relativamente poucas informações sobre a personagem, apenas como Bond reage diante dela. O crítico literário Dan Mills observou que com duas personagens femininas fortes no romance, Tracy e Irma Bunt, On Her Majesty's Secret Service subverte as convenções do gênero ao ter duas personagens que são igualmente ou mais integrais ao enredo, ou ainda mais envolvidas, do que suas contrapartes, Bond e Blofeld.
O historiador midiático James Chapman comentou que, apesar da personalidade independente e assertiva de Tracy, seu papel no livro é atuar como "uma tradicional ... fantasia masculina da sexualidade feminina". Ele considera que isso é "culturalmente problemático" para leitores do século XXI. Nisto, Tracy está desempenhando o mesmo papel que outras mulheres de outros livros anteriores, como Jill Masterton em Goldfinger, Domino Vitali em Thunderball e Viv Michel em The Spy Who Loved Me.
O crítico cultural Umberto Eco listou Draco dentre personagens que realizavam atividades mais próximas daquelas dos vilões tradicionais, mas que mesmo assim atuam judaando Bond; outros personagens desse tipo incluem Darko Kerim em From Russia, with Love, Enrico Colombo de "Risico" e Tiger Tanaka de You Only Live Twice. O historiador Jeremy Black destacou a conexão de Draco com a Segunda Guerra Mundial, com o personagem usando a medalha britânica entregue à guerreiros da resistência. A referência à guerra era um método usado por Fleming para diferencial o bem do mal; aqueles que lutaram pelos Aliados, especialmente o Reino Unido, são considerados "bons", enquanto os alemães e aqueles que os apoiaram são "maus". A medalha britânica de Draco o consolida como um dos principais aliados de Bond, mesmo com suas atividades criminais.
O sociólogo Anthony Synnott destacou que muitos dos homens que auxiliam Bond são bonitos ou com um visual marcante, incluindo Draco. Sable Basilisk é outro personagem que se encaixa no mesmo molde. Synnott considerou que ao mesmo tempo que os aliados de Bond são bonitos, seus inimigos são, por completo, pouco atraentes e muitas vezes até mesmo grotescos. Irma Bunt, descrita por Mills como a "segunda em comando assexuada de Blofeld", é má e consequentemente feia.
Segundo o historiador literário Lars Ole Sauerberg, Blofeld difere de todos os outros vilões da série Bond. Sauerberg identificou Le Chiffre de Casino Royale e Mr. Big de Live and Let Die como criminosos com grandes ambições, enquanto Hugo Drax de Moonraker, Julius No de Dr. No e Auric Goldfinger de Goldfinger são aqueles que cometem crimes com o objetivo de realizarem seus planos mais grandiosos; todos os cinco tem alguma relação com a União Soviética. Blofeld ocupa uma categorização própria no cânone como sendo o único em que é impossível distinguir entre um ato criminoso como um meio ou um fim. Sauerberg considerou que as motivações do personagem são "em seu niilismo geral e impulso destrutivo". Synnott comentou que não apenas quase todos os inimigos de Bond são agentes estrangeiros, mas são também "duplamente estrangeiros". Blofeld tem ascendência polonesa e grega e, durante a Segunda Guerra Mundial, traiu a Polônia ao trabalhar para a Abwehr, o serviço de inteligência militar alemão.

## Estilo
Fleming comentou seu próprio trabalho em 1962, afirmando que "apesar de suspenses talvez não sejam Literatura com L maiúsculo, é possível escrever o que melhor posso descrever como 'suspenses projetados para serem lidos como literatura'". Para realizar isso ele usou marcas conhecidas e detalhes do dia a dia a fim de produzir uma sensação de realismo, algo que Amis chamou de "o efeito Fleming". Amis descreveu isto como "o uso imaginativo de informação, em que a natureza fantástica que permeia o mundo de Bond ... [é] presa a algum tipo de realidade, ou pelo menos contrabalançado". O crítico literário Meir Sternberg destacou que Fleming se esforçou bastante para fazer grandes pesquisas sobre vários itens mencionados nos romances para dar aos leitores uma impressão de do estilo de vida ou pano de fundo dos personagens. Segundo Jerry Palmer, o autor frequentemente exagerava nas suas descrições, dando como evidência a descrição no livro do "Elixer Pinaud, o príncipe entre os xampus".
Benson identificou aquilo que descreve como "Varredura Fleming", o uso de "ganchos" no final dos capítulos a fim de aumentar a tensão e empurrar o leitor para o próximo. A varredura em On Her Majesty's Secret Service "move-se com confiança e legibilidade" para criar tensão. Ela é quebrada em duas ocasiões: na visita ao Colégio de Armas e no encontro na casa de M; formação jornalística dá os detalhes para que o enredo prossiga nesses casos. Os ganchos são combinados com o que o autor Anthony Burgess chamou de "um estilo jornalístico intensificado" para produzir "uma velocidade de narrativa que apressa o leitor a ultrapassar cada ponto de perigo da zombaria".
O crítico literário LeRoy L. Panek enxergou On Her Majesty's Secret Service como uma fábula e achou que Fleming via da mesma maneira, tendo no romance subvertido alguns aspectos da convenção, como quando Bond pensa que "Seria divertido inverter a velha fábula; primeiro resgatar a garota, então matar o monstro". Panek encontrou aspectos de fábulas em muitos dos romances de Bond, muitas vezes associados com os vilões – Fleming descreve Le Chiffre como um ogro, Mr. Big como um gigante, Drax como um dragão e Rosa Klebb de From Russia, with Love como uma sapa – e comentou que "Fleming coloca donzelas em perigo em todos os seus livros".

## Temas
On Her Majesty's Secret Service é um de três romances de Bond que lidam com a perturbação dos mercados e economia, neste caso suprimentos de alimentos ou, como a analista literária Sue Matheson coloca, "a Guerra Fria como uma cadeia alimentar". Racionamento tinha acabado apenas nove anos antes da publicação do romance e muitos leitores ainda se lembravam da escassez de alimentos; Hugh Gaitskell, o líder do Partido Trabalhista, disse a Fleming em 1958: "A combinação de sexo, violência, álcool e – em intervalos – boa comida e boas roupas é, para alguém que leva uma vida tão limitada como eu, irresistível". Segundo a analista literária Elizabeth Hale, este é "um dos livros de Bond mais orientados para a comida". Oito refeições são descritas, as bebidas de Bond enumeradas e seus pensamentos sobre culinária moderna e o padrão dos restaurantes franceses expostos nos 52 dias que a história do romance abrange. McDermid achou que a ameaça do enredo tinha uma ressonância muito maior com leitores britânicos modernos do que na época da publicação, pois o público estava mas ciente do surto da doença da vaca louca nas décadas de 1980 e 1990 e da febre aftosa em 2001. Mills considera que On Her Majesty's Secret Service, com seu enredo para infertilizar a agricultura britânica, seja a história mais centrada em terrorismo de toda a série.
Benson afirmou que jogos de azar é um tema importante do romance, assim como em Casino Royale e Goldfinger. A cena de jogo no início da história faz Bond entrar em um relacionamento com Tracy, enquanto seu disfarce como sir Hilary Bray para entrar no Piz Gloria também é uma forma de aposta. Black considerou há uma estrutura não formulaica no livro com o aspecto do romance abrindo e fechando a história, algo que Fleming não fez em nenhum outro lugar da série. Hale analisou On Her Majesty's Secret Service do ponto de vista do individualismo: o enredo começa com Bond sozinho voluntariamente antes de conhecer Tracy, e termina com ele sozinho involuntariamente após o assassinato dela. Bond atua como agente solo durante a maior parte do romance, isolado do suporte do serviço secreto e dependendo apenas de suas habilidades; isto contrasta com Blofeld, que tem o apoio e proteção de uma grande organização, mas mesmo assim acaba perdendo. Black achou que essa tendência individualista também está presente nos aliados de Bond, especialmente Draco, que está preparado para ajudar Bond a atacar Piz Gloria parcialmente por causa de seu mútuo sentimento de rejeição a autoridades. Sauerberg enxerga a assistência de Draco como uma maneira de distinguir a SPECTRE de outras organizações criminosas naquilo que chama de "a disputa da ordem contra o caos"; apesar de Draco e a Unione Corse serem criminosos convencionais, a SPECTRE persegue e representa o que Sauerberg chama de "anarquia criminosa absoluta".

## Recepção

### Publicação
On Her Majesty's Secret Service foi publicado no Reino Unido em 1º de abril de 1963 pela editora Jonathan Cape como uma edição de capa dura de 288 páginas. Uma edição limitada de 285 cópias também foi impressa; 250 foram numeradas e autografadas por Fleming para serem vendidas, enquanto as restantes também foram autografadas e marcadas como "Para Apresentação". O artista Richard Chopping criou a ilustração da capa, como também fez para vários dos romances de Bond anteriores. Quarenta e duas mil cópias da edição em capa dura foram compradas ainda durante a pré-venda, com a Jonathan Cape então imprimindo uma segunda tiragem de quinze mil cópias e vendendo mais de sessenta mil unidades até o final do mês de lançamento. Até o final do ano mais de 75 mil cópias do romance já tinham sido vendidas no Reino Unido.
Foi publicado nos Estados Unidos em agosto de 1963 pela New American Library, depois de Fleming ter mudado da editora Viking Press após o lançamento de The Spy Who Loved Me no ano anterior; a edição estadunidense tinha 299 páginas. Foi o primeiro dos romances de Fleming a aparecer na lista de mais vendidos do jornal The New York Times, ficando no topo por mais de seis meses. Foi publicado no Brasil pela primeira vez em 1964 pela Editora Bestseller com o título de A Serviço Secreto de Sua Majestade. A editora Pan Books publicou no Reino Unido uma edição em brochura em setembro de 1964, meses depois da morte de Fleming em maio, vendendo 125 mil cópias antes do final do ano e 1,8 milhões em 1965. Várias outras edições foram lançadas desde então, com o livro tendo sido traduzido para diversos outros idiomas.

### Crítica
A recepção da crítica foi em sua maior parte positiva. Maurice Richardson do The Observer ponderou se houve "uma reforma moral deliberada" de Bond, porém comentou que o personagem ainda tinha sido lado mais duro quando necessário. Marghanita Laski do The Times Literary Supplement achou que "o novo James Bond que temos visto ultimamente [é] de alguma forma mais gentil, mais sentimental, menos sujo". Jerry Doolittle do The Washington Post achou que Bond "ainda é irresistível para as mulheres, ainda bonito de modo ameaçador, ainda charmoso. Ele tem nervos de aço e fios de corda de chicote", mesmo se "ele está começa a parecer mais velho".
O jornal The Times considerou que após The Spy Who Loved Me, "On Her Majesty's Secret Service constituí uma recuperação substancial, se não completa". Essa recuperação foi tanta a ponto de que fosse afirmado que "é hora, talvez, de esquecer as coisas muito exageradas que foram ditas sobre sexo, sadismo e esnobismo e voltar para o fato simples e indiscutível de que o Sr. Fleming é um contador de histórias dos mais envolventes". Anthony Berkeley do The Guardian, escrevendo sob o pseudônimo Francis Iles, considerou que On Her Majesty's Secret Service era "não apenas no nível usual do Sr. Fleming, mas talvez até um pouco acima". Richardson também achou que "ao reformar Bond, o Sr. Fleming reformou sua própria narrativa, que estava ficando muito frouxa". De forma geral achou que o romance "é certamente o melhor Bond em vários livros. Tem melhor enredo e mantém seu domínio insano até o fim". Raymond Mortimer do The Sunday Times achou que era o melhor romance de Fleming, comentando que apesar das inovações da fórmula, "o padrão aqui ... é tradicional". O jornal New York Herald Tribune achou que o livro era "sólido", enquanto o Houston Chronicle considerou que era "Fleming no seu urbanamente assassino melhor, um capítulo notável na saga de James Bond". Gene Brackley do The Boston Globe sentiu que a natureza fantástica dos enredos sugeriam que os "relatos de Fleming do meio mundo do Serviço Secreto têm um quê de autenticidade" por conta de seu trabalho anterior na Divisão de Inteligência Naval. Doolittle afirmou que o "novo livro de Fleming não irá decepcionar seus milhões de fãs". A revista Time fez referências às críticas anteriores contra o autor e achou que "na última surpresa do Bond de Fleming, há sinais inquietantes de que ele levou as críticas a sério" quando reclamaram sobre "o esnobismo consumista do seu herói vulgar". A revista lamentou que o pior estaria por vir, quando "Bond for ameaçado com o que, para um canalha internacional, seria claramente um destino pior que a morte: matrimônio".
Anthony Boucher do The New York Times, crítico que o biógrafo John Pearson descreveu como "completamente anti-Bond e anti-Fleming", chegou a escrever que "você não pode argumentar contra o sucesso", porém afirmou que "simplesmente pro forma, devo deixar registrado minha opinião de que este é um romance bobo e tedioso". Ele lamentou que apesar de On Her Majesty's Secret Service ser melhor do que The Spy Who Loved Me, "ainda é uma história preguiçosa e inadequada" e que "minha reclamação não é que as aventuras de James Bond sejam literatura ruim ... mas que elas não são uma literatura ruim boa". Por outro lado, Laski achou que "é hora de parar de tratar Ian Fleming como um Portento Significativo e aceitá-lo como um bom escritor de suspense, se não um tanto vulgar, bem adequado para seus tempos e para nós como seus leitores".
Robert Kirsch do Los Angeles Times considerou que as obras de Fleming eram um ponto importante na lteratura, dizendo que os romances de Bond "são arautos de uma importante mudança de ênfase na ficção". Kirsch afirmou que essa importância surgiu de "uma revolução de gosto, um retorno para qualidades em ficção que [estão] quase submersos na moda do realismo e do naturalismo do século XX" e que era tão grande a ponto de ser "comparável ... apenas ao fenômeno das histórias de Sherlock Holmes de Arthur Conan Doyle". Kirsch também achou que "com Fleming, ... não aceitamos apenas a suspensão voluntária da descrença, nós ansiamos por isso, nós temos fome disso".

## Adaptações

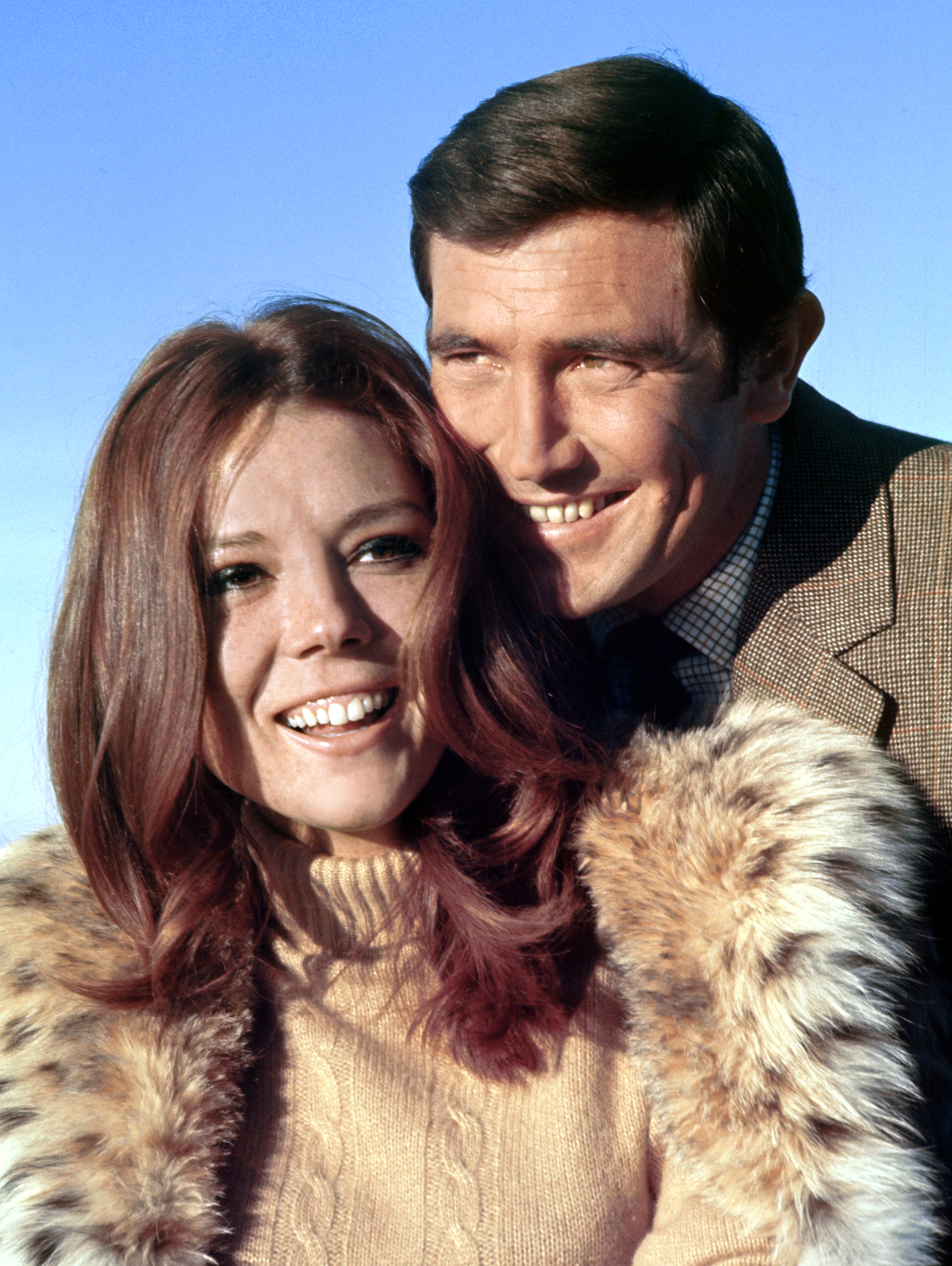
Rigg e Lazenby nas filmagens de On Her Majesty's Secret Service na Suíça

Fleming, depois do sucesso da publicação do conto "The Hildebrand Rarity" na Playboy em março de 1960, escolheu serializar On Her Majesty's Secret Service na revista nas edições de abril, maio e junho de 1963. O romance foi serializado no jornal Daily Express entre 18 e 29 de março de 1963, depois foi adaptado no mesmo jornal como uma tira em quadrinhos originalmente publicada de 29 de junho 1964 até 17 de maio de 1965 e revendida mundialmente. Essa adaptação foi escrita Henry Gammidge e ilustrada por John McLusky. Foi republicada em 2004 pela Titan Books na antologia On Her Majesty's Secret Service, depois novamente em 2011 na The James Bond Omnibus Vol. 2.
On Her Majesty's Secret Service foi adaptado em 1969 como o sexto filme da série cinematográfica de James Bond produzida pela Eon Productions. Foi estrelado por George Lazenby em sua única aparição como Bond, tendo ainda Diana Rigg no papel de Tracy. Os filmes foram produzidos em uma ordem diferente do que os livros e assim a continuidade das histórias foi quebrada, com os longas sendo alterados de acordo. Bond e Blofeld tinham se encontrado pessoalmente no filme anterior, You Only Live Twice, mas isso foi ignorado para o enredo do filme On Her Majesty's Secret Service. Apenas pequenas mudanças foram feitas em relação ao enredo do romance.
O livro foi adaptado novamente em 2014, desta vez como um rádio-drama para a BBC Radio 4. Tinha Toby Stephens como Bond, Alfred Molina como Blofeld e Lisa Dillon como Tracy. A produção foi dirigida Martin Jarvis e transmitida em 3 de maio de 2014.

### Citações
1. ↑  Benson 1988, p. 130.
2. 1 2 3 4 5  Fleming 1963.
3. 1 2   «The Books». Ian Fleming Publications. Consultado em 30 de novembro de 2024. Arquivado do original em 10 de agosto de 2015
4. ↑  Lycett 1996, p. 400.
5. 1 2 3  Faulks 2009, p. 320.
6. 1 2  Pearson 1967, p. 398.
7. ↑  Black 2005, p. 71.
8. 1 2  Benson 1988, p. 131.
9. ↑  Fleming 2015, p. 316.
10. ↑  Fleming 2015, pp. 316–317.
11. ↑  Benson 1988, p. 22.
12. 1 2 3  Lycett 1996, p. 398.
13. ↑  Parker 2014, p. 280.
14. 1 2  Benson 1988, p. 23.
15. ↑  Chancellor 2005, p. 204.
16. ↑  Lycett 1996, p. 409.
17. ↑  Mills 2015, p. 110.
18. 1 2 3  Benson 1988, p. 132.
19. ↑  Griswold 2006, p. 11.
20. ↑  Chancellor 2005, pp. 98–99.
21. ↑  Atkins 1984, p. 80.
22. ↑  Palmer 1979, p. 34.
23. ↑  Chancellor 2005, pp. 15–16.
24. 1 2 3  Chancellor 2005, p. 205.
25. ↑  Lycett 1996, pp. 294–295.
26. ↑  Macintyre 2008, p. 58.
27. ↑  Chancellor 2005, p. 192.
28. ↑  Macintyre 2008, p. 74.
29. 1 2 3  Chancellor 2005, p. 113.
30. ↑  Gilbert 2012, p. 352.
31. ↑  Lycett 1996, p. 404.
32. ↑  Macintyre 2008, p. 150.
33. ↑  Macintyre 2008, p. 155.
34. ↑  Chancellor 2005, p. 95.
35. ↑  Benson 1988, p. 92.
36. ↑  Benson 1988, p. 133.
37. 1 2  McDermid 2006, p. vi.
38. 1 2 3   Mortimer, Raymond (30 de março de 1963). «Two Heroes of our Time: James Bond and the Admass Daydream». The Sunday Times. Londres. p. 28
39. ↑  Amis 1966, p. 36.
40. ↑  Amis 1966, pp. 41–42.
41. ↑  Bennett & Woollacott 1987, p. 222.
42. ↑  Parker 2014, p. 269.
43. ↑  Fleming 1963, p. 223.
44. ↑  Fleming 1963, p. 217.
45. ↑  Johnson, Guha & Davies 2013, pp. 2, 3.
46. ↑  Macintyre 2008, p. 178.
47. ↑  Chancellor 2005, p. 90.
48. ↑  Johnson, Guha & Davies 2013, p. 1.
49. ↑  Benson 1988, p. 134.
50. ↑  Mills 2015, p. 111.
51. ↑  Chapman 2015, p. 14.
52. ↑  Eco 2009, p. 39.
53. ↑  Black 2005, p. 59.
54. ↑  Amis 1966, p. 87.
55. ↑  Synnott 1990, p. 412.
56. ↑  Fleming 1963, p. 42.
57. 1 2  Synnott 1990, pp. 413–414.
58. 1 2  Mills 2015, p. 118.
59. ↑  Synnott 1990, p. 415.
60. ↑  Sauerberg 1984, p. 165.
61. ↑  Fleming 1961, pp. 38–39.
62. ↑  Synnott 1990, p. 413.
63. ↑  Butler 1973, p. 241.
64. ↑  Amis 1966, p. 112.
65. ↑  Lyttelton & Hart-Davis 1979, p. 92.
66. ↑  Amis 1966, pp. 111–112.
67. ↑  Sternberg 1983, p. 161.
68. ↑  Palmer 1979, p. 70.
69. ↑  Benson 1988, p. 85.
70. ↑  Burgess 1984, p. 74.
71. ↑  Faulks 2009, p. 318.
72. ↑  Fleming 1963, p. 31.
73. 1 2  Panek 1981, pp. 213–214.
74. 1 2  Black 2005, p. 24.
75. ↑  Matheson 2004, p. 16.
76. ↑  Pearson 1967, p. 361.
77. 1 2  Hale 2012, p. 87.
78. ↑  Biddulph 2009, p. 145.
79. ↑  Matheson 2004, p. 20.
80. ↑  Benson 1988, pp. 115, 132.
81. ↑  Black 2005, p. 58.
82. ↑  Black 2005, p. 60.
83. ↑  Sauerberg 1984, p. 168.
84. 1 2 3 4  Benson 1988, p. 24.
85. 1 2   «New Fiction». The Times. Londres. 4 de abril de 1963. p. 16
86. ↑  Gilbert 2012, pp. 360–362.
87. ↑  Lycett 1996, p. 419.
88. ↑  Lycett 1996, p. 420.
89. ↑  Lycett 1996, p. 430.
90. ↑  Lycett 1996, p. 383.
91. 1 2 3   Doolittle, Jerry (25 de agosto de 1963). «007 Seems a Bit Longer in Tooth». The Washington Post. Washington. p. G7
92. ↑  Hines 2018, p. 37.
93. ↑   «On Her Majesty's Secret Service». James Bond Brasil. Consultado em 26 de abril de 2025
94. ↑  Bennett & Woollacott 2009, p. 17.
95. ↑   «On Her Majesty's Secret Service». WorldCat. Consultado em 26 de abril de 2025
96. 1 2   Richardson, Maurice (31 de março de 1963). «The Reformation of Fleming and Bond: On Her Majesty's Secret Service». The Observer. Londres. p. 25
97. 1 2   Laski, Marghanita (5 de abril de 1963). «Strictly for Thrills». The Times Literary Supplement. Londres. p. 229
98. ↑   Berkeley, Anthony (3 de maio de 1963). «Criminal Records». The Guardian. Manchester. p. 8
99. ↑   Brackley, Gene (22 de agosto de 1963). «Cmdr. James Bond Finds the Going Tough». The Boston Globe. Boston. p. 19
100. ↑   «Fate Worse than Death». Time. 30 de agosto de 1963. Consultado em 26 de abril de 2025. Arquivado do original em 22 de dezembro de 2008
101. ↑  Pearson 1967, p. 99.
102. ↑   Boucher, Anthony (25 de agosto de 1963). «On Assignment with James Bond». The New York Times. Nova Iorque. p. BR4
103. ↑   Kirsch, Robert (25 de agosto de 1963). «James Bond Appeal? It's Elementary, Watson». Los Angeles Times. Los Angeles. p. E14
104. ↑  Hines 2018, pp. 31, 37.
105. ↑  Lindner 2009, p. 92.
106. ↑  Gilbert 2012, p. 357.
107. ↑  Fleming, Gammidge & McLusky 1988, p. 6.
108. ↑  Gilbert 2012, p. 358.
109. ↑  McLusky et al. 2011, p. 6.
110. ↑  Barnes & Hearn 2001, p. 82.
111. ↑  Smith & Lavington 2002, p. 97.
112. ↑   Vinciguerra, Thomas (27 de dezembro de 2019). «50 Years Later, This Bond Film Should Finally Get Its Due». The New York Times. Consultado em 26 de abril de 2025. (pede subscrição (ajuda))
113. ↑   Sutton, Mike (2014). «On Her Majesty's Secret Service (1969)». BFI Screenonline. British Film Institute. Consultado em 26 de abril de 2025
114. ↑   «007 villain to play Bond on radio». BBC. 2 de maio de 2008. Consultado em 6 de dezembro de 2024
115. ↑   «On Her Majesty's Secret Service». BBC. Consultado em 26 de abril de 2025